# 吉永ゆりあ
吉永 ゆりあ（よしなが ゆりあ、1984年1月9日 - ）は、日本の元AV女優。

## 経歴
2003年、『乳フェイス・ゆりあ』でAVデビュー。宇宙企画（メディアステーション）とMOODYZの2社専属女優。
2004年秋に引退した。

## 作品

### アダルトビデオ
2003年
- 乳フェイス・ゆりあ（8月22日（レンタル） / 9月26日（セル）、宇宙企画）※デビュー作
- G-style（9月1日、MOODYZ）
- 巨（BB）乳 ふぁ淫ぷれー（9月14日、宇宙企画）
- 天然素材（10月1日、MOODYZ）
- 乳姫・ゆりあのマンボ♪（10月19日、宇宙企画）
- 乳スター誕生（11月1日、MOODYZ）
- ウルトラ・ミックス（11月28日、宇宙企画）
- 吉永ゆりあの超巨乳ソープ嬢（12月1日、MOODYZ）

2004年
- 正しくコケる巨乳ビデオ（1月1日、MOODYZ）
- G-STYLE（1月15日、ジーオーティー）
- 猥褻MAX（1月23日、宇宙企画）
- デジタルモザイク vol.029（2月1日、MOODYZ）
- 堕天使X（2月15日、宇宙企画）
- 天然素材（2月19日、ジーオーティー）
- Mix-Pai（2月27日、宇宙企画）
- 最高のオナニーのために（3月1日、MOODYZ）
- 乳スター誕生（3月18日、ジーオーティー）
- どすこい（4月1日、MOODYZ）共演:春菜まい、三上翔子、桜田さくら、田村麻衣、小泉キラリ、朝倉なほ、神崎優
- 吉永ゆりあをお届けします。（4月30日、VIP）
- メイキング オブ　どすこい（5月1日、MOODYZ）共演:春菜まい、三上翔子、桜田さくら、田村麻衣、小泉キラリ、朝倉なほ、神崎優
- 我校の爆乳クラスメイト奴隷（5月1日、MOODYZ）
- IDOL宅配便（5月14日、メディアバンク）
- ドリームウーマン 32（6月1日、MOODYZ）
- 吉永ゆりあを調教します!!（6月18日、メディアバンク）
- 使い捨てM奴隷8（7月15日、MOODYZ）
- ゴックンくらぶ（8月15日、MOODYZ）
- 巨乳痴漢バス女教師（9月10日、TMA）
- 巨乳フェチアングル（10月22日、TMA）
- 本能（11月19日、TMA）
- 超高級美少女レズ・ソープ嬢6（12月4日、ディープス）※引退作

2005年
- 超高級○本まな板SEXショー（1月6日、SODクリエイト）共演:Aoi.、姫川麗

2007年
- 32人の乳もみインタビュー 4時間（8月10日、トータル・メディア・エージェンシー（TMA））他31名出演

### イメージビデオ
- 真裸【MAPPA】（2004年4月30日、シャッフル）